# ردود الفعل السياسية على أزمة منطقة اليورو
أزمة منطقة اليورو هي أزمة مالية متواصلة جعلت من الصعب أو المستحيل على بعض الدول في منطقة اليورو إعادة تسديد أو إعادة تمويل ديونها الحكومية دون اللجوء إلى مساعدة أطراف ثالثة.
نشأت أزمة الديون السيادية الأوروبية نتيجة مجموعة من العوامل المعقدة ومن بينها العولمة التي طالت قطاع التمويل، والشروط الائتمانية الميسرة خلال الفترة الممتدة من عام 2002 حتى عام 2008 والتي عززت ممارسات الاقتراض والإقراض عالية الخطورة، فضلًا عن الأزمة المالية العالمية التي استمرت خلال الفترة من عام 2007 حتى عام 2012، والاختلالات التي لحقت بالتجارة الدولية والفقاعات العقارية التي انفجرت منذ حينها، بالإضافة إلى الركود العالمي خلال الفترة الممتدة من عام 2008 حتى عام 2012، والقرارات السياسية المالية المرتبطة بالإيرادات والنفقات الحكومية، والمقاربات التي لجأت إليها بعض الدول لإنقاذ القطاعات المصرفية المتعثرة وحاملي السندات من القطاع الخاص، إضافة إلى تكبد الأعباء المترتبة عن الديون الخاصة أو تأميم الخسائر.
تُرجع إحدى الروايات التي تصف الأسباب الكامنة وراء الأزمة الزيادة الكبيرة في المدخرات المتاحة للاستثمار خلال الفترة الممتدة من عام 2000 حتى عام 2007 حين شهدت الكتلة العالمية من سندات الدخل الثابت ارتفاعًا من نحو 36 تريليون دولار في عام 2000 لتبلغ 70 تريليون دولار بحلول عام 2007. تنامت هذه الكتلة الهائلة بعد أن دخلت المدخرات العائدة للدول النامية ذات النمو المرتفع أسواق رأس المال العالمية. سعى المستثمرون الذين كانوا يبحثون عن إيرادات أعلى من تلك التي قدمتها سندات الخزينة الأمريكية إلى إيجاد بدائل في الأسواق العالمية.
أفضت المغريات التي أتاحتها هذه المدخرات المتوافرة بسهولة إلى إنهاك آليات التحكم السياسية والتنظيمية في مختلف البلدان بعدما استفاد المقرضون والمقترضون من هذه المدخرات خالقين على إثرها فقاعةً تلو الأخرى في جميع أنحاء العالم. ظلت الالتزامات المستحقة للمستثمرين العالميين محافظة على سعرها الحقيقي، وذلك في الحين الذي انفجرت فيه تلك الفقاعات وتسببت بتراجع أسعار الأصول (على غرار الممتلكات السكنية والتجارية)، وهو ما طرح أسئلةً حيال ملاءة الحكومات وأنظمتها المصرفية.
تفاوتت الطريقة التي انخرطت فيها كل دولة أوروبية في هذه الأزمة والطريقة التي اقترضت واستثمرت كل منها أموالها. فمثلًا، أقرضت المصارف الإيرلندية المال للمطورين العقاريين وهو ما أدى إلى خلق فقاعة ممتلكات ضخمة. تكبدت الحكومة الإيرلندية ودافعو الضرائب سداد الديون الخاصة بعد انفجار هذه الفقاعة. أما في اليونان فقد زادت الحكومة التزاماتها تجاه العاملين في القطاع العام على شكل أجور ومزايا تقاعدية بالغة السخاء وذلك بالترافق مع مضاعفة القيمة الحقيقية للمعاشات التقاعدية على مدى السنوات العشر القادمة. شهد النظام المصرفي الأيسلندي نموًا كبيرًا وهو ما أدى إلى خلق ديون ترتب على المستثمرين العالميين سدادها (ديون خارجية) تزيد عن الناتج المحلي الإجمالي بأضعاف عدة.
ظهرت ثلاث مشاكل حاسمة انتقصت من الحوكمة الاقتصادية الأوروبية خلال الأزمة؛ وهي عدم اتساق عملية صناعة القرار المفضية للسياسات المركزية وغير المركزية والغموض المتعلق بالأداء المترابط لمنطقة اليورو والاتحاد الأوروبي، بالإضافة إلى توزيع السلطات بين المؤسسات الوطنية والمؤسسات فوق الوطنية وهو ما ترتب عليه خلق معضلة في شرعية الحوكمة الاقتصادية الأوروبية وقواعدها.
تتكبد الأنظمة المصرفية في الدول الدائنة خسائر مالية بفعل ترابط النظام المالي العالمي، ويحدث ذلك في حال تخلف إحدى الدول عن سداد ديونها السيادية أو دخولها في ركود اقتصادي، وهو ما يجعل ديونها الخارجية الخاصة عرضة للخطر. فمثلًا تحتم على المقترضين الإيطاليين سداد مبلغ 366 مليار دولار (صافي القيمة) للمصارف الفرنسية في شهر أكتوبر من عام 2011. يمكن أن يقع الاقتصاد والنظام المصرفي في فرنسا تحت ضغوط كبيرة في حال عدم تمكن إيطاليا من تمويل نفسها وهو ما بدوره سيؤثر على دائني فرنسا وهلم جرًا. يشار إلى هذه الظاهرة بالعدوى المالية. يعد مفهوم حصانة الديون من العوامل الأخرى المساهمة في هذا الترابط. أبرمت المؤسسات عقودًا تدعى صكوك مقايضة العجز عن سداد الائتمان، والتي تفضي إلى الوفاء بالديون في حال حدوث تخلف عن السداد بحسب سندات مديونية محددة (بما في ذلك السندات الصادرة عن الحكومة). لا يعرف مدى الخطر الائتماني الذي تمثله صكوك مقايضة العجز عن سداد الائتمان على النظام المصرفي في كل بلد، ويرجع السبب في ذلك إلى إمكانية شراء عدة صكوك على نفس الضمان.
تكتمت اليونان عن ديونها الآخذة في التزايد، وضللت المسؤولين الأوروبيين مستعينةً بالعقود الاشتقاقية التي أملتها المصارف الكبرى. كان هناك سلسلة طويلة من الأحداث التي قادت إلى الأزمة، وذلك رغم الاستفادة التي حققتها بعض المؤسسات المالية من الدين الحكومي اليوناني على المدى القصير.

## الإجراءات الطارئة التي اتخذها الاتحاد الأوروبي

### صندوق الإنقاذ المالي الأوروبي
اتفقت الدول الـ27 الأعضاء في الاتحاد الأوروبي على استحداث صندوق الإنقاذ المالي الأوروبي بتاريخ 9 مايو عام 2010. كان الصندوق عبارة عن صك قانوني يرمي إلى الحفاظ على الاستقرار المالي في أوروبا من خلال تأمين الإغاثة المالية لدول منطقة اليورو عند مواجهتهم لصعوبات مالية ما. يمكن للصندوق طرح سندات مالية أو غيرها من أنواع صكوك الدين في السوق بدعم من مكتب إدارة الديون الألماني بهدف جمع الأموال اللازمة لتأمين قروض لدول منطقة اليورو الغارقة في مآزق مالية أو إعادة رسملة المصارف أو شراء الدين السيادي.
تمت كفالة إصدار السندات بضمانات قدمتها الدول الأعضاء في منطقة اليورو، وذلك بما يتناسب مع حصصها في رأس المال المدفوع للبنك المركزي الأوروبي. عملت حكومات دول منطقة اليورو على ضمان القدرة الإقراضية للصندوق والبالغة قيمتها 440 مليار يورو بصورة مشتركة وعلى مستوىً فردي. يمكن جمع ذلك الحد مع القروض الصادرة عن آلية الاستقرار المالي الأوروبي والتي قد تصل إلى 60 مليار يورو (اعتمادًا على الأموال التي جمعتها المفوضية الأوروبية باستخدام ميزانية الاتحاد الأوروبي ككفالة)، وما يصل إلى 250 مليار يورو من القروض الصادرة عن صندوق النقد الدولي، وهو ما يحقق شبكة أمان مالي تصل إلى 750 مليار يورو.
أصدر صندوق الإنقاذ المالي الأوروبي سندات مالية مدتها خمس سنوات بقيمة 5 مليار يورو في إصداره الافتتاحي القياسي بتاريخ 25 يناير عام 2011، وهو ما جذب سجلًا اعتماديًا بقيمة 44.5 مليار يورو. يعد هذا المبلغ رقمًا قياسيًا على مستوى السندات السيادية في أوروبا إذ بلغت قيمته 5 مليارات يورو في الأسبوع الأول من شهر يناير عام 2011، وهو ما يعني أن قيمته زادت عن السندات الصادرة عن آلية الاستقرار المالي الأوروبي (وهي أداة تمويل منفصلة تتبع للاتحاد الأوروبي) بمقدار 24.5 مليار يورو.
اتفق وزراء مالية الدول الأعضاء في الاتحاد على توسيع صندوق الإنقاذ المالي الأوروبي في يوم 29 نوفمبر عام 2011، وذلك من خلال إحداث شهادات تكفل ما تصل نسبته إلى 30% من الإصدارات الجديدة العائدة للحكومات الواقعة في مآزق مالية ضمن منطقة اليورو. كذلك اتفقوا على إنشاء أدوات استثمارية من شأنها تعزيز صلاحيات الصندوق للتدخل في أسواق السندات الأولية والثانوية.